# Российка
Российка — село в Большемуртинском районе Красноярского края России. Административный центр Российского сельсовета.

## География
Расположено в тайге, на реке Ярлычиха в 19 км к северо-востоку от посёлка Большая Мурта (26 км по автодорогам), в 115 км от Красноярска и в 4 км от левого берега Енисея.
Через село проходит автодорога от Большого Кантата (Р409) к переправе через Енисей на Предивинск.
Климат резко континентальный с умеренно тёплым летом и суровой продолжительной зимой.

## Население
| 2010 |
| ---- |
| 685  |

Национальный состав: русские — 90 %, немцы — 3 %.

## История
Село основано в 1907 году поселенцами родом из нынешней Могилёвской области Беларуси (первыми поселенцами были семьи-родственники Карпенко, Астаповых, Рященко, Марченко, Бориковы и семьи Воронковых и Стрельцовых). Местная тайга изобиловала ягодами и грибами, а река была богата рыбой. Деревню назвали Черемшанка из-за большого количества черемши вдоль реки. Люди выкорчевали лес, завели скот, построили жильё и мельницу на реке.
В годы гражданской войны здесь отступала армия Колчака, белогвардейцы забирали у населения скот, продукты, силой уводили молодых мужчин.
С приходом советской власти был образован колхоз, основным направлением которого было животноводство: разводили кроликов, коз, свиней, коров, коней. Появилась первая начальная школа.
В 1930-е годы численность населения села приросла за счёт сосланных по 58-й статье.
Расцвет села в довоенный период связан с председателем совхоза Курбановским Петром Григорьевичем, во время правления которого появились парники на берегу Енисея, что позволило выращивать арбузы, дыни, капусту, огурцы, помидоры. Значительная часть продукции в обработанном виде отправлялась на баржах на Север. Развивалось сельское хозяйство: сеяли пшеницу, гречиху, лён. Работали фермы, молоканки (изготовляли творог, брынзу, масло).
Созданное многолетним трудом хозяйство было развалено в 1946—1949 годах при директоре Добычеве Евгение Григорьевиче. В результате директор был приговорён к 20 годам тюрьмы.
С новым директором Смирновым в совхозе возродились плодосады, заработал кирпичный завод, пекарня, появился магазин. Достижения овощеводства и животноводства совхоза были представлены на ВДНХ в Москве.
В 1957—1958 году было построено здание для семилетней школы.

## Инфраструктура
Средняя общеобразовательная школа, фельдшерско-акушерский пункт, сельский дом культуры, библиотека, почтовое отделение, филиал Сбербанка.